# Бальтанас
Бальтанас (ісп. Baltanás) — муніципалітет в Іспанії, у складі автономної спільноти Кастилія-і-Леон, у провінції Паленсія. Населення — 1342 особи (2010).
Муніципалітет розташований на відстані близько 180 км на північ від Мадрида, 25 км на схід від Паленсії.
На території муніципалітету розташовані такі населені пункти: (дані про населення за 2010 рік)
- Бальтанас: 1273 особи
- Вальдеканьяс-де-Серрато: 69 осіб

## Демографія
Динаміка населення (INE ):

## Галерея зображень

Бальтанас